# Макарычев, Юрий Николаевич
Мака́рычев Юрий Николаевич (26 августа [8 сентября] 1922, Москва — 9 ноября 2007, Москва) — советский и российский математик, педагог, методист, кандидат педагогических наук (1964), руководитель авторского коллектива учебников по алгебре под редакцией С. А. Теляковского, лауреат первой премии К. Д. Ушинского (1971), «Отличник народного просвещения».

## Биография
Родился в Москве. Его отец, Макарычев Николай Дмитриевич, был предпринимателем, владельцем каменоломен «Макарычев, Сопелов и Ко» и лесопромышленником. Мама, Макарычева (Дмитриева) Ольга Лаврентьевна, имела медицинское образование, окончила акушерские курсы. В семье было четверо детей, Юрий Николаевич был младшим сыном. В 1929 году, спасаясь от арестов, семья уехала в Сибирь, на Алтай. Там же Юрий пошёл учиться в школу, учительницей в которой была старшая сестра Елена. Через два года семья вернулась в Подмосковье.
В начале войны работал на радиозаводе, который перепрофилировали для выпуска орудий и снарядов для войны. В сентябре 1942 года пошёл добровольцем на фронт. Воевал на Центральном и Белорусском фронтах, на 1-м Белорусском, и на 1, 2 и 3-м Украинских фронтах. В июле 1944 года получил медали за форсирование реки Друть и за овладение Бобруйском, потом за овладение Слонимом, а затем по мере продвижения Советской Армии на юг за взятие городов Мадьявар (Венгрия) и Кремница (Словакия). Юрий Николаевич был участником героического штурма Будапешта 13 февраля 1945 г. и взятия Вены 13 апреля 1945 г. Его старшие братья, Лев и Николай, воевали и погибли на фронтах войны.
В 1948 году поступил в МГПИ им. Потёмкина на физико-математический факультет, который окончил с отличием в 1952 году. С 1951 по 1961 годы работал учителем математики в школе № 578 Москвы. В 1962 году поступил в аспирантуру НИИ содержания и методов обучения Академии педагогических наук СССР (НИИ СиМО АПН СССР). В 1964 году после окончания аспирантуры защитил кандидатскую диссертацию «Система изучения элементарных функций в старших классах, содействующая овладению алгебраическими знаниями». За годы работы в институте написал (в соавторстве) более 150 научных трудов по методике обучения математике, создал учебники по математике для начальных классов, учебники по алгебре для 7—9 классов общеобразовательных классов и для классов с углублённым изучением, дидактические материалы и пособия для учителей.
В 1966 году под руководством А. Н. Колмогорова и А. И. Маркушевича был создан первый вариант новой программы по математике для 4—10 классов, в 1968 году новая программа была утверждена Министерством просвещения СССР. Юрий Николаевич был одним из разработчиков проекта новой программы.
В рамках этой программы в 1970 году были созданы учебники алгебры для 6—8 классов авторского коллектива Ю. Н. Макарычев, Н. Г. Миндюк, К. С. Муравин под редакцией А. И. Маркушевича.
Учебники по алгебре для общеобразовательных классов заняли на Всесоюзном конкурсе школьных учебников в 1988 году I место. Учебники неоднократно дорабатывались и являются массовыми и в настоящее время (Ю. Н. Макарычев, Н. Г. Миндюк, К. И. Нешков, С. Б. Суворова /под редакцией С. А. Теляковского. Алгебра. Учебники для 7, 8, 9 классов). Учебники по математике для начальной школы отмечены первой премией К. Д. Ушинского.
Под руководством Юрия Николаевича подготовили и защитили диссертации 14 соискателей. На протяжении сорока лет, начиная с 1970-х гг. Макарычев Ю. Н. писал статьи в журнал «Математика в школе» о текущих проблемах образования. Юрий Николаевич сотрудничал со студией «Диафильм» и подготовил 20 диафильмов по математике.
Умер 9 ноября 2007 года

## Награды
- Первая премия К. Д. Ушинского за книги «Математика в начальных классах» (1971),
- медаль «Отличник Просвещения СССР»,
- медаль «Отличник народного Просвещения»,
- медаль «В память 850-летия Москвы» (1997),
- медаль «Ветеран труда».

Военные награды
- Медаль «За боевые заслуги» (дважды)
- медаль «За взятие Будапешта»
- медаль «За победу над Германией в Великой Отечественной войне 1941—1945 гг.»
- орден «Отечественной войны» II степени.

Медали Великой Отечественной войны
- Медаль «Георгий Жуков» (1996),
- медаль «Ветеран Степного 2-го украинского фронта»,
- медаль «Двадцать лет победы в Великой Отечественной войне 1941—1945 гг.»,
- медаль «XXX лет победы в Великой Отечественной войне 1941—1945 гг.»,
- медаль «40 лет победы в Великой Отечественной войне 1941—1945 гг.»,
- медаль "50 лет победы в Великой Отечественной войне 1941—1945 гг.,
- медаль «Пятьдесят лет Вооружённых сил СССР»,
- медаль «Шестьдесят лет Вооружённых сил СССР»,
- медаль "60 год вызваления республики Беларусь ад нямецка-фашысцкiх захопнiкау,
- медаль «60 лет победы в Великой Отечественной войне 1941—1945 гг.»,
- медаль «Семьдесят лет Вооружённых сил СССР».

## Труды
- «Система изучения элементарных функций в старших классах, содействующая овладению алгебраическими знаниями».
- Алгебра. 7 класс (учебник для общеобразовательных организаций), М., Просвещение, 1-е издание 1988 г. по настоящее время (в соавторстве с Н. Г. Миндюк, К. И. Нешковым, С. Б. Суворовой).
- Алгебра. 8 класс (учебник для общеобразовательных организаций), М., Просвещение, 1-е издание 1989 г. по настоящее время (в соавторстве с Н. Г. Миндюк, К. И. Нешковым, С. Б. Суворовой).
- Алгебра. 9 класс (учебник для общеобразовательных организаций), М., Просвещение, 1-е издание 1990 г.; по настоящее время (в соавторстве с Н. Г. Миндюк, К. И. Нешковым, С. Б. Суворовой).
- Алгебра. 7 класс (учебное пособие для общеобразовательных организаций) Углублённый уровень. М., Мнемозина, 2000—2017 гг; М., Просвещение, 2018 г. по настоящее время (в соавторстве с Н. Г. Миндюк, К. И. Нешковым, И. Е. Феоктистовым).
- Алгебра. 8 класс (учебное пособие для общеобразовательных организаций) Углублённый уровень. М., Мнемозина, 2001—2017 гг; М., Просвещение, 2018 г. по настоящее время (в соавторстве с Н. Г. Миндюк, К. И. Нешковым, И. Е. Феоктистовым).
- Алгебра. 9 класс (учебное пособие для общеобразовательных организаций) Углублённый уровень. М., Мнемозина, 2002—2017 гг; М., Просвещение, 2018 г. по настоящее время (в соавторстве с Н. Г. Миндюк, К. И. Нешковым, И. Е. Феоктистовым).
- Алгебра. Дополнительные главы к школьному учебнику 8 класса. М., Просвещение, 1996—2000 гг. (в соавторстве с Н. Г. Миндюк).
- Алгебра. Дополнительные главы к школьному учебнику 9 класса. М., Просвещение, 1997—2001 гг. (в соавторстве с Н. Г. Миндюк).
- Математика в начальных классах. Часть II. М., Педагогика, 1970 (в соавторстве с К. И. Нешковым).
- Математика в начальных классах. Часть III. М., Педагогика, 1971 (в соавторстве с К. И. Нешковым, А. М. Пышкало).